# Stappitzer See

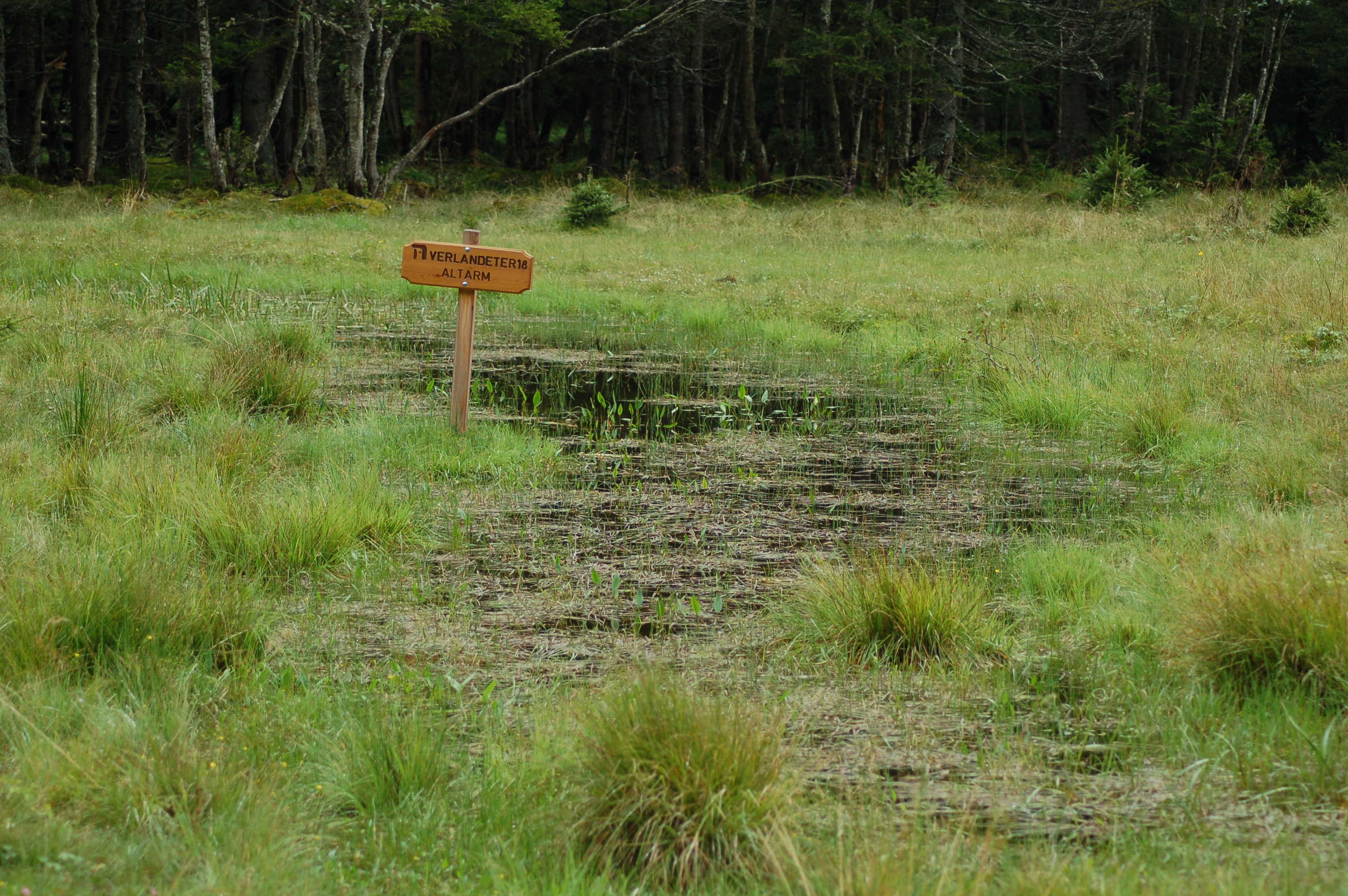
Verlandender Altarm im Seebachtal

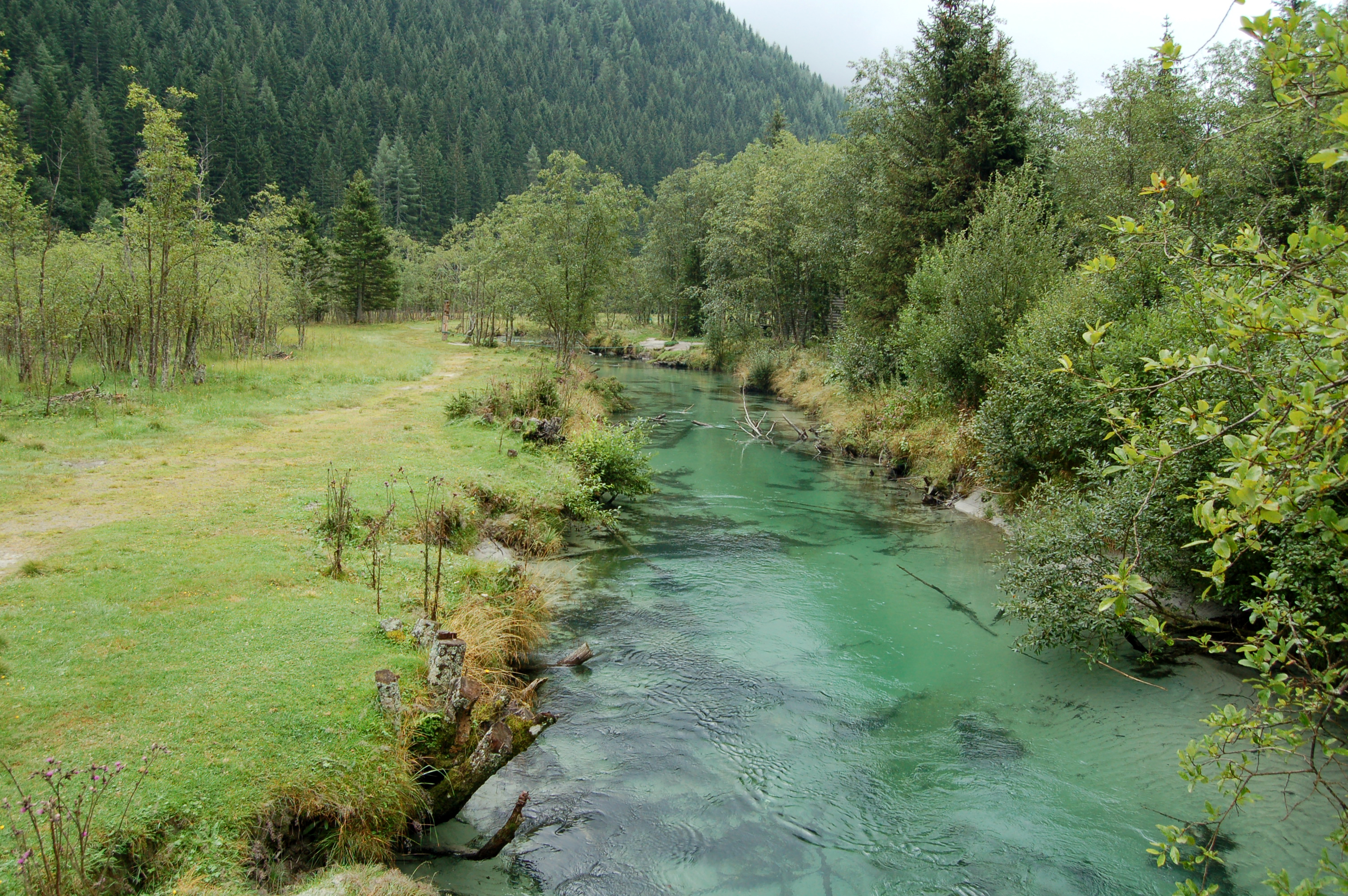
Der Seebach knapp unterhalb des Stappitzer Sees

Der Stappitzer See ist ein See im Kärntner Seebachtal in der Außenzone des Nationalparks Hohe Tauern im Gemeindegebiet von Mallnitz. Der See liegt auf einer Höhe von 1273 m ü. A.

## Geographie

### Entstehung
Der Stappitzer See entstand am Ende der letzten Eiszeit. Durch den Rückgang der Gletscher und das damit verbundene Nachlassen des Eisdrucks kam es zu Bergstürzen aus den Flanken. Hier im Mallnitzer Tal bildete ein gewaltiger Bergsturz vom Auernig (2130 m), dessen Überreste bei Rabisch unterhalb von Mallnitz eine deutliche Steilstufe bilden, den natürlichen Sperrriegel, hinter dem sich ein bis zu 10 km langer See aufzustauen begann. Der See reichte weit ins Seebachtal hinein und wurde im Laufe der Zeit wieder mit dem Geschiebe des Seebachs und seiner Zubringerbäche, mit Blockwerk und Murenmaterial aufgefüllt. Dieser Vorgang ist auch der Grund für das weitgehend flache Gelände im Ortsgebiet von Mallnitz.
Der Stappitzer See ist das Überbleibsel dieses Verlandungsprozesses. Schwemmkegel der Seitenbäche des Seebachs haben knapp unterhalb eine weitere Barriere aufgebaut. Hinter dieser hat sich der See aufgestaut.
Im Bereich des Sees haben sich dabei Sedimente in einer Mächtigkeit von bis zu 250 Metern aufgebaut.

## Geschichte

### Talsperrenprojekt Stappitzer See
In den 1970er Jahren wurde von den damaligen Österreichischen Draukraftwerken im Seebachtal ein Speicherkraftwerk geplant. Im Zuge der geologischen Voruntersuchungen für die Talsperre wurden 1979/81 im Bereich des Stappitzer Sees vier Probebohrungen in den Sedimenten des Seebodens durchgeführt. Das Kraftwerksprojekt scheiterte in der Folge am Widerstand einer Bürgerinitiative und die Bohrkerne wurden für geologische und pollenanalytische Untersuchungen zur Verfügung gestellt.

### Klima- und Vegetationsarchiv
Die ursprünglich vier Bohrungen reichten bis in eine Tiefe von bis zu 96 Metern und wurden im Herbst 1999 durch eine fünfte Bohrung auf 160 Meter Tiefe ergänzt. Dabei wurde die Grundmoräne des Talgletschers der Würm-Eiszeit erreicht, jedoch nicht der gewachsene Fels.
Die Bohrkerne reichen bis zu 17.000 Jahre in die Vergangenheit zurück. Durch die Pollenstratigraphie konnten die klimatischen Abläufe seit damals interpretiert werden. Sie zeigen die Abfolge der Warmphasen und Kälteperioden der ausgehenden Eiszeit. So sind schon in den untersten, 17.000 Jahre alten Schichten 60 Pflanzenarten, darunter auch erste Blütenpflanzen nachweisbar. Zur damaligen Zeit war der Draugletscher bereits zerfallen, im Tal lag ein lokaler Talgletscher. Insgesamt waren die klimatischen Verhältnisse damals trotz starker Schwankungen („Stappitzer Klimaschwankungen“) günstig für die Ausbreitung strauch- und baumförmiger Gehölze.
In der extremen Kälteperiode von vor 15.000 bis 12.000 Jahren verschwanden die Gehölzpollen zugunsten von Gräser- und Kräuterpollen, ehe sich mit der Warmphase von vor 12.000 bis 11.000 Jahren wieder Birken, Latschen und Grünerlen ausbreiteten. Vor etwa 9.800 Jahren stieg der Gehölzpollenanteil stark an, Fichten, Ulmen, Haseln und Grauerlen wanderten in das Seebachtal ein, dichte Grauerlenbestände dominierten. Auf dem Höhepunkt der nacheiszeitlichen Wärmeperiode, zwischen 6.700 und etwa 5.000 Jahren vor heute, erreichten die Jahresmitteltemperaturen 1 bis 2 °C, die Sommermitteltemperaturen 2 bis 3 °C mehr als heute.

## Ökologie

### Fauna
Am Stappitzer See gibt es keine Brutvorkommen von Anhang I-Vogelarten. Der See dient aber Zugvögeln als Rastplatz bei ihrer Überquerung der Alpen, z. B. dem Prachttaucher (Gavia arctica) oder der Schafstelze (Motacilla flava).
Die Brutplätze des Zwergtauchers (Tachybaptus ruficollis) am See gehören zu den höchstgelegenen in Österreich. Für die Flugjäger des Seebachtals, wie den Alpensegler (Apus melba) und die Felsenschwalbe (Ptyonoprogne rupestris), ist der See und die umliegende Verlandungszone ein wichtiges Nahrungsgebiet.

### Schutzstatus
Im April 1986 wurde der Stappitzer See und seine Umgebung zum Naturdenkmal erklärt und im März 2008 zum
Europaschutzgebiet „Stappitzer See und Umgebung“.
Als schützenswert angeführt werden nach der Vogelschutzrichtlinie Anhang I
der Prachttaucher (Gavia arctica),
das Haselhuhn (Bonasa bonasia),
der Uhu (Bubo bubo),
der Sperlingskauz (Glaucidium passerinum),
der Raufußkauz (Aegolius funereus),
der Schwarzspecht (Dryocopus martius),
der Grauspecht (Picus canus),
der Dreizehenspecht (Picoides tridactylus),
das Blaukehlchen (Luscinia svecica)
und der Neuntöter (Lanius collurio).
Tierarten der FFH-Richtlinie der Anhänge II und IV im Gebiet sind
die Koppe (Cottus gobio) und die Gelbbauchunke (Bombina variegata).

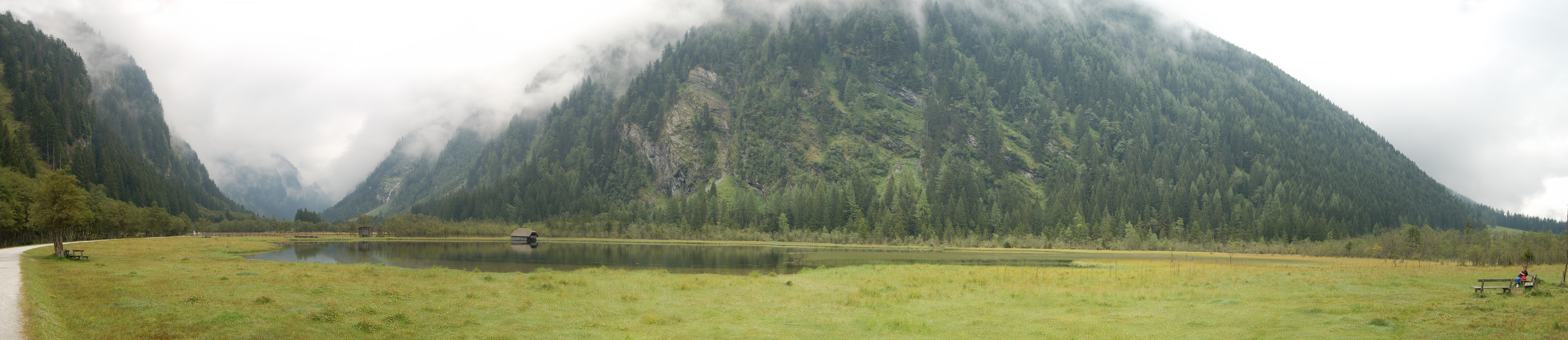
Panorama Stappitzer See, links Blick ins Seebachtal, rechts talauswärts